# Кольман, Густаво
Густаво Алехандро Кольман (исп. Gustavo Alejandro Colman; родился 19 апреля 1985 года, Пилар, Аргентина) — аргентинский футболист, полузащитник.

## Клубная карьера
Кольман — воспитанник клубов «Платенсе» и Чакарита Хуниорс. В 2003 году он дебютировал в Примере B в составе последнего. В 2006 году Густаво перешёл в бельгийский «Беерсхот». В том же году он дебютировал в Жюпиле лиге. Кольман быстро завоевал место в основе, новой команды.
Летом 2008 года Густаво перешёл в турецкий «Трабзонспор», подписав контракт на пять лет. Сумма трансфера составила 2,3 млн. евро. 24 августа в матче против «Османлыспора» он дебютировал в турецкой Суперлиге. 27 сентября в поединке против «Антальяспора» Кольман забил свой первый гол за «Трабзонспор». В 2010 году он помог клубу завоевать Кубок и Суперкубок Турции. 27 сентября 2011 года в матче Лиги чемпионов против французского «Лилля» Кольман забил гол.
В начале 2015 года на правах свободного агента Густаво вернулся на родину, подписав контракт с «Росарио Сентраль». 21 февраля в матче против «Тигре» он дебютировал в аргентинской Примере. 29 октября 2016 года в поединке против «Уракана» Кольман забил свой первый гол за «Росарио Сентраль».

## Достижения
Командные
 «Трабзонспор»
- Обладатель Кубка Турции — 2010/2011
- Обладатель Суперкубка Турции — 2010